# Eleições estaduais de Bremen em 1999
As eleições estaduais de Bremen em 1999 foram realizadas a 6 de Junho e, serviram para eleger os 100 deputados para o parlamento estadual.
O Partido Social-Democrata da Alemanha voltou a ser o partido mais votado, conseguindo uma enorme recuperação de votos e deputados ao obter 42,6% dos votos e 47 deputados.
A União Democrata-Cristã também obteve um resultado bastante positivo, ao conseguir um forte crescimento eleitoral, obtendo 37,1% dos votos e 42 deputados.
A Aliança 90/Os Verdes foi um dos derrotados das eleições, perdendo 4,2% dos votos em relação a 1995, ficando-se pelos 8,9% dos votos.
O Partido Democrático Liberal voltou a ficar fora do parlamento, ao obter, apenas, 2,5% dos votos, enquanto os regionalistas do Trabalho por Bremen e Bremerhaven foram os grandes derrotados das eleições, ao perderem os 12 deputados que tinham eleito em 1995.
Por fim, a surpresa foi a recuperação de 1 deputado no parlamento estadual por parte da União Popular Alemã, partido de extrema-direita.
Após as eleições, a grande coligação entre social-democratas e democratas-cristãos manteve-se na governação do estado.

## Resultados Oficiais
| Partido      | Partido                           | Votos   | %     | +/-   | Deputados | +/-     |
| ------------ | --------------------------------- | ------- | ----- | ----- | --------- | ------- |
|              | Partido Social-Democrata          | 123 875 | 42,6  | 9,2   | 47 / 100  | 10      |
|              | União Democrata-Cristã            | 108 050 | 37,1  | 4,5   | 42 / 100  | 5       |
|              | Aliança 90/Os Verdes              | 25 958  | 8,9   | 4,2   | 10 / 100  | 4       |
|              | União Popular Alemã               | 8 823   | 3,0   | 0,5   | 1 / 100   | 1       |
|              | Partido do Socialismo Democrático | 8 418   | 2,9   | 0,5   | 0 / 100   | Estável |
|              | Partido Democrático Liberal       | 7 327   | 2,5   | 0,9   | 0 / 100   | Estável |
|              | Trabalho por Bremen e Bremerhaven | 7 110   | 2,4   | 8,3   | 0 / 100   | 12      |
|              | Outros                            | 1 530   | 0,5   |       | 0 / 100   |         |
| Total        | Total                             | 291 091 | 100   |       | 100 / 100 |         |
| Participação | Participação                      |         | 60,1  | 8,5   |           |         |
| Fonte        | Fonte                             | [ 1 ]   | [ 1 ] | [ 1 ] | [ 1 ]     | [ 1 ]   |